# Rosario (canción)
«Rosario» es una canción de la banda de punk española «Kaka de Luxe». Es la primera canción de su primer (y homónimo) EP de 1978 «Kaka de luxe». Luego se volvió a publicar como «Rosario/Toca el pito» (uniendo los dos temas en una sola pista) en los discos «Kaka de Luxe/Paraíso» y «Las canciones malditas».

## Discos en los que aparece
- Kaka de Luxe (Chapa Discos, 1978) Vinilo EP. Pista 1A.[1]
- Kaka de Luxe/Paraíso (Zafiro, 1982) Vinilo EP. Pista 1A.[2]
- Las canciones malditas (El Fantasma del Paraíso, 1983) Vinilo LP. Pista 2A.[3]
- Las canciones malditas (Chapa Discos, 1994) Reedición CD. Pista 2.[4]
- Las canciones malditas (Zafiro, 1997) Reedición CD. Pista 2.[5]
- Las 101 Mejores Canciones Del Pop Español Vol. 2  (DRO EastWest S.A., 2000) CD1. Pista 1.[6]
- Lo mejor de la edad de oro del pop español. Kaka de Luxe  (Zafiro, 2001) CD. Pista 1.[7]